# 가면라이더 ZX
가면라이더(일본어: 仮面ライダー ZX 카멘라이다 젯토엑쿠스[*], 영어: Kamen Rider ZX)는 1980년 1월 4일에 방영한 스페셜방송으로 TBS계열로 방송된 토에이 제작의 특수 촬영 TV프로 및 작중으로 주인공이 변신하는 히어로의 스페셜 가면라이더 시리즈다.

## 스토리
브라질의 대학에 다니고 있던 대학생·무라사메 료는, 악의 비밀 결사 바단에 붙잡혀 퍼펙트 사이보그로서 뇌 이외의 99%가 개조된다.
사고에 의해 자아를 되찾은 료는 사형당하게 되지만 겨우 기지를 탈출, 살해당한 누나의 적을 쓰러트리기 위해서 가면라이더 ZX로서 바단과 싸운다.
싸움의 한복판, 료는 선배인 9인 라이더와 만나, 가면라이더 10호로서 맞아들여진다.

## 등장인물
＊무라사메 료 / 가면라이더 ZX
브라질의 대학에 다니고 있던 일본인의 청년. 바단의 세계 정복 실현을 위해서 누나를 살해당하고, 자신도 개조 인간이 되어 버린다. 개조 후에는 우수한 바단의 보병으로서 활동하고 있었지만, 사고를 계기로 자아를 되찾아 도주, 바단에게 복수를 맹세한다. 그러나 선배 라이더들과의 교류 속에서, 복수 때문이 아니라 평화를 위해서 싸워야만 한다는 것을 깨닫고, 정의의 전사·가면라이더 ZX로서 바단에게 맞설 것을 결의한다.
＊카이도 하지메 박사
료의 대학 은사. 바단에게 납치당한다.
＊이치죠 루미
생화학연구가·이치죠 박사의 외동딸. 아버지를 바단에게 살해당했기 때문에, 카이도 박사에 키우고 있다. 카이도 박사와 함께 바단에게 납치당한다.

### 9명의 라이더
※역대의 가면라이더
본작은 「가면라이더 10호」로서 스타트해서, 기획 당초부터 과거의 가면라이더의 출연도 검토되고 있었다. 잡지 연재에서는 제7회와 제13회(최종회)의 촬영회에서 9인 라이더가 출연하고, 그 외에도 V3, 스카이 라이더, 슈퍼 1이 단독으로 참가하고 있다. 그 후 TV 스페셜에서는, 과거의 주연 배우 4명의 출연이 실현되었다. 이하, 역대 가면 라이더를 적는다.
-가면라이더 1호
-가면라이더 2호(기존 배우 목소리만 출연)
-가면라이더 V3(기존 배우 본인 출연)
-라이더맨(기존 배우 본인 출연)
-가면라이더 X
-가면라이더 아마존
-가면라이더 스트롱거
-스카이 라이더
-가면라이더 슈퍼 1(기존 배우 본인 출연)

## 가면라이더
※가면라이더 ZX
무라사메 료가 변신한 모습. 전신의 99%를 기계화 한“퍼펙트 사이보그”라고 설정되어 있다.
역대 라이더와 같은 체술을 구사하는 기술은 적지만, 풍부한 특수 능력을 살린 트릭키한 전법을 자랑으로 여긴다. 공격 무기를 전신에 많이 장비하고, 교란·비밀 행동을 자랑으로 여기기 때문에, 「닌자 라이더」라는 이명도 가진다.
또, 설정에서는 동력원은 핵융합으로 전신에 수많은 서보 모터를 가져, 파워는 10명 라이더 중 최강을 자랑한다. 라이더맨과 슈퍼 1, 2명과 체인을 서로 끌어당길 때, 호각 이상으로 맞겨룸을 하는 것을 보면, 실제로 상당한 파워의 소유자인 것을 알 수 있다.
각부에 제트 엔진을 가져, 60m의 점프력을 가진다. 완전한 비행 능력은 가지고 있지 않지만, 이 제트 엔진을 사용하는 것으로 어느 정도의 공중 기동이 가능하다.
전용 바이크는 헬 다이버.
변신 후의 보디는 좌우 비대칭이라고 한다, 그때까지의 라이더와는 다른 드문 디자인이다. 전체에 빨강이 기조로 머플러와 눈이 밝은 초록, 마스크는 상반부가 빨강에 3개의 검은 몰드가 들어가고, 마스크 턱부분이나 흉부로부터 요부, 글로브와 부츠, 그리고 벨트가 은색이라고 하는 컬러링이다. 모티프는 하늘소라고 여겨진다(반다이에서 발매된 식완의 설명문에는 무당벌레로 되어 있었던 시기도 있다).

## 장비, 기술
-십자 수리검
별명 「십방 수리검」. 양팔꿈치에 장착되어 있어 체내에서 재빠르게 생성되기 때문에 연사도 가능. 사출시에 나오는 칼날 부분은, 다이아몬드 이상의 경도를 가진다.
-전자 나이프
왼쪽 정강이의 슬릿내에 줄여진 상태로 격납되어 있는 단검. 십자 수리검 같은 경도에 날카로운 예리함과 발전 능력을 겸비하고 있어 찌른 상대를 고압전류로 더욱 압도하는 것이 가능. 「가면라이더 SPIRITS」에서는, 새로이 일본도 정도의 길이로까지 칼날을 늘릴 수가 있다.
-마이크로 체인
양손등의 셔터내에 격납되어 있는 갈고랑이가 붙은 가는 쇠사슬. 윈치 기능도 있어, 최대 1t의 물체를 견인하는 것이 가능. 「10호 탄생! 가면라이더 전원 집합!!」에서는 자신의 손으로 꺼내고 나서 상대에게 내던져 휘감기게 하는 그다지 사용하기 편리하지 않은 쇠사슬 분동이었지만, 「가면라이더 SPIRITS」에서는 상대에게 팔을 내밀면 셔터가 열려, 갈고랑이가 쓰러스터를 분사하면서 날아가는, 공수 양면에 쓰기 쉬운 것이 되어 있다. 또, 갈고랑이 부분의 파괴력도 매우 높고, 건물의 벽은 물론 괴인의 신체를 뚫어, 더욱 ZX 본체로부터의 고압전류를 흘리는 것이 가능. 또, 채찍처럼도 사용할 수 있다.
-충격 집중 폭탄
양무릎에 장착되어 있는 특수 폭탄. 외관은 십자 수리검과 같은 디자인이지만, 칼날은 없다. ZX 본체로부터의 사령 전파로, 폭발의 위력이나 방향을 자유자재로 조작할 수 있다. 일격으로 괴인을 없애버리는 것도 가능.
-허상 투영 장치
벨트의 정면 버클에 내장. 스스로의 모습을 아무것도 없는 공간에 비추는 것이 가능. 여러체의 자신을 동시에 투영 할 수도 있어서 교란이나 탈출 시에 사용하는 것으로 효력을 발휘한다.
-연막 발사 장치
양상완부에 내장. 상대의 레이다나 안테나를 교란하는 연막을 상완부 슬릿에서 분출한다. 허상 투영 장치와 아울러 사용하는 것으로, 그 효력은 배증된다.
＊기술
-ZX 펀치
ZX판 라이더 펀치
-ZX 킥
ZX판 라이더 킥. 변신 포즈의 최초 부분과 같이, 왼팔을 우로 비스듬히 아래, 오른팔을 우로 비스듬히 위로 뻗는 포즈를 공중에서 취하는 것으로 전신이 붉게 발광, 그대로 적에게 급하강해서 킥을 때려박는 필살기.
-ZX 번개 킥
ZX 킥의 강화판으로, ZX의 최강기. ZX 킥의 포즈로부터 붉은 번개와 함께, 파괴력이 배증된 킥을 때려박는다.
-ZX 천공 킥
「가면라이더 SPIRITS」에서 특훈을 통해 습득한 ZX 킥의 강화판. 몸을 회전시켜 파괴력을 극대화한다.

## 전용머신
-헬 다이버
최고 시속 600 km. 핵융합 엔진을 탑재하고 있는 것 외에, 비행·수중용으로 하이드로 제트 엔진도 장비하고 있다. 프런트의 양측에 붙어있는 윙은, 신 싸이클론처럼 커터로써도 사용할 수 있다.
베이스 머신은 스즈키 DR250S 1형. 일부의 자료에는 수출용 허슬러라고 쓰여져 있지만 오류. 료가 타고 있는 것도 같은 차종이지만, 이것은 료 역의 스가타 슌의 사유물이 우연히 같았기 때문에 사용했다는 것.

## 적조직
※바단
과거의 역대 암흑 조직(쇼커~진 도그마)을 뒤에서 조종하고 있던 비밀 결사. 악령의 에너지의 덩어리인 바단 총통이 지배하고 있다. 역대 암흑 조직을 훨씬 능가하는 과학력과 전력을 자랑한다. 대간부·암흑 대사의 지휘의 아래, 시공을 조작하는 것이 가능한 시공 파단 장치를 사용해, 세계를 지배하려고 기도한다. 그러나, 최후에는 집결한 10인 라이더에 의해서 멸망했다.
＊바단 총통
바단 붕괴 후, 10인의 가면라이더의 앞에 모습을 드러낸 거대한 해골의 모습을 한 수수께끼의 존재로 쇼커부터 시작되는 역대 암흑 조직을 조종하고 있었던 진정한 흑막이다. 웃으면서 라이더들에게 이별을 고하면 자취를 감추었다. 그 모습을 목격한 카이도 박사는 「악령의 에너지」의 덩어리라고 추측하지만, 자세한 것은 불명. 일설에서는 B26 암흑 성운에서 온 생명체라고도 일컬어지고 있다.
＊암흑 대사
비밀 결사·바단을 지휘하는, 쇼커의 간부였던 지옥 대사의 사촌 형제. 그 때문인지 외관이 비슷하다(연기자도 지옥 대사와 같은 우시오 켄지). 카이도 박사와 루미를 인질로 잡는다. 극중, 가면라이더 1호에게 지옥 대사로 착각당해 「그런 녀석과 똑같이 취급하지 마라!」라고 격노했다. 이것은 사촌 형제사이지만 사이가 나쁘고, 지옥 대사를 과거에 라이더에게 진 녀석이라고 인식하고 있기 때문.
-서던 크로스(=소라)
암흑 대사의 진정한 모습. 신체의 껍질에 미사일포를 갖추고 있다. 자기자신이 시공 마법진이기도 하다. TVSP판에서는 미등장이다.
＊미카게 에이스케(나카하시 테츠야)
바단의 대간부로 괴인 타이거 로이드로 변신한다.
료와 함께 절친한 동료이며 바단의 간부 후보생 시절
라이벌이었을 정도의 실력을 자랑하지만
바단을 배신하고 탈주하고 만 무라사메를 증오하여 복수의 칼날을 갈게 되었다.
바단 제국의 간부답게 조직에 대한 충성심이 상당히 높은편이다.
힘이 곧 진정한 정의 라는 신념을 자기고 있는 철저한 이상 주의자이기도 하다.
＊컴뱃트 로이드
일반 전투원이며 모티프는 지네.
검은색 코스튬에 빨간 얼굴을 하고 있으며 검을 주무장으로 소지하고 있다.
＊사이보그 로이드
바단의 괴인들로 동식물의 능력을 가진
총 13체로 구성되어 있다. 이들의 구성은 다음과 같다.
카멜레온 진(카멜레온)
카멜레 킹(카멜레온)
야마아라시 로이드(호저)
수인 왕지네(지네)
카마키리 간(사마귀)
타카 로이드(매)
바라 로이드(장미)
도쿠가 로이드(독나방)
아멘바 로이드(소금쟁이)
토카게 로이드(도마뱀)
카미소리 히토데(불가사리)
지고쿠 로이드(개미지옥)
카마키 로이드(사마귀)

## 주제가
주제가
『드래곤 로드』
- 가수:쿠시다 아키라

엔딩 테마
『포 겟! 메모리즈』
- 가수:쿠시다 아키라

| 이전 가면라이더 슈퍼1 (1980년 10월 17일 ~ 1981년 9월 26일) | 제8대 1970년대 가면라이더 시리즈 1984년 1월 4일 | 다음 가면라이더 블랙 (1987년 10월 4일 ‐ 1988년 10월 9일) |